# بخش آکویا
منطقه اکولا (به اسپانیایی: Acolla District) یک سکونتگاه مسکونی در پرو است که در منطقه خونین واقع شده‌است.

## خصوصیات
منطقه اکولا ۱۲۲٫۴ کیلومترمربع مساحت و ۹٬۹۸۹ نفر جمعیت دارد و ۳٬۴۶۷ متر بالاتر از سطح دریا واقع شده‌است.